# Algarve-Cup 2000
Der Algarve-Cup 2000 war die siebte Austragung des jährlich stattfindenden Turniers für Frauenfußball-Nationalmannschaften und fand zwischen dem 12. und 18. März 2000 an der portugiesischen Algarve statt. Die Mannschaft der USA gewann das Turnier vor Rekordgewinner Norwegen und Titelverteidiger China.

## Teilnehmende Mannschaften
An dem Einladungsturnier nahmen 2000 acht Mannschaften teil. Erstteilnehmer sind kursiv gekennzeichnet.
| - Dänemark - Finnland - Kanada - Norwegen | - Portugal (Gastgeber) - Schweden - USA - China (Titelverteidiger) |

## Turnierverlauf
Die acht teilnehmenden Mannschaften wurden in zwei Gruppen aufgeteilt und trafen in einem Rundenturnier aufeinander. In der anschließenden Finalrunde spielten die Gruppenvierten, Gruppendritten und Gruppenzweiten um die Plätze sieben, fünf und drei sowie die Gruppensieger im Finale um den Turniersieg.

### Gruppenphase
Gruppe A
| Pl. | Land     | Sp. | S | U | N | Tore    | Diff. | Punkte |
| --- | -------- | --- | - | - | - | ------- | ----- | ------ |
| 1.  | USA      | 3   | 3 | 0 | 0 | 010:100 | +9    | 09     |
| 2.  | Schweden | 3   | 2 | 0 | 1 | 006:200 | +4    | 06     |
| 3.  | Dänemark | 3   | 1 | 0 | 2 | 003:300 | ±0    | 03     |
| 4.  | Portugal | 3   | 0 | 0 | 3 | 001:140 | −13   | 0      |

|                            |   |          |     |
| 12. März 2000 in Albufeira |   |          |     |
| USA                        | – | Portugal | 7:0 |
| 12. März 2000 in Silves    |   |          |     |
| Schweden                   | – | Dänemark | 1:0 |
| 14. März 2000 in Faro      |   |          |     |
| USA                        | – | Dänemark | 2:1 |
| Schweden                   | – | Portugal | 5:1 |
| 16. März 2000 in Lagos     |   |          |     |
| USA                        | – | Schweden | 1:0 |
| Dänemark                   | – | Portugal | 2:0 |

Gruppe B
| Pl. | Land     | Sp. | S | U | N | Tore    | Diff. | Punkte |
| --- | -------- | --- | - | - | - | ------- | ----- | ------ |
| 1.  | Norwegen | 3   | 3 | 0 | 0 | 007:100 | +6    | 09     |
| 2.  | China    | 3   | 2 | 0 | 1 | 008:400 | +4    | 06     |
| 3.  | Kanada   | 3   | 1 | 0 | 2 | 003:700 | −4    | 03     |
| 4.  | Finnland | 3   | 0 | 0 | 3 | 002:800 | −6    | 0      |

|                            |   |          |     |
| 12. März 2000 in Lagoa     |   |          |     |
| China                      | – | Kanada   | 4:0 |
| Norwegen                   | – | Finnland | 2:0 |
| 14. März 2000 in Albufeira |   |          |     |
| China                      | – | Finnland | 4:1 |
| Norwegen                   | – | Kanada   | 2:1 |
| 16. März 2000 in Portimão  |   |          |     |
| China                      | – | Norwegen | 0:3 |
| Finnland                   | – | Kanada   | 1:2 |

### Finalrunde
Spiel um Platz 7
|                             |   |          |     |
| 18. März 2000 in Montechoro |   |          |     |
| Finnland                    | – | Portugal | 3:0 |

Spiel um Platz 5
|                        |   |          |     |
| 18. März 2000 in Lagoa |   |          |     |
| Kanada                 | – | Dänemark | 3:2 |

Spiel um Platz 3
|                            |   |          |     |
| 18. März 2000 in Quarteira |   |          |     |
| China                      | – | Schweden | 1:0 |

### Finale
| USA (Weltmeister)                                   | USA (Weltmeister) | Norwegen | Norwegen |
| --------------------------------------------------- | --- | --- | -------- |
| USA ( Weltmeister )                                 | \| 18. März 2000 in Loulé (Estádio Municipal de Loulé) \| \| Ergebnis: 1:0 (1:0) \| \| Zuschauer: 850 / 400[1] \| \| Schiedsrichterin: Ingrid Jonsson ( Schweden) \|                                                                                       | \| 18. März 2000 in Loulé (Estádio Municipal de Loulé) \| \| Ergebnis: 1:0 (1:0) \| \| Zuschauer: 850 / 400[1] \| \| Schiedsrichterin: Ingrid Jonsson ( Schweden) \| | Norwegen |
| USA ( Weltmeister )                                 | Siri Mullinix • Joy Fawcett, Lorrie Fair, Carla Overbeck (58. Danielle Slaton), Kate Sobrero • Brandi Chastain, Julie Foudy, Kristine Lilly • Shannon MacMillan (76. Sara Whalen), Tiffeny Milbrett, Mia Hamm (81. Cindy Parlow) Cheftrainer: Tony DiCicco | Bente Nordby • Bente Kvitland (69. Kristin Bekkevold), Gøril Kringen (83. Ragnhild Gulbrandsen), Anne Tønnessen, Brit Sandaune, Hege Riise, Solveig Gulbrandsen (49. Silje Jørgensen), Unni Lehn, Anita Rapp (45. Linda Ørmen), Dagny Mellgren, Margunn Haugenes (45. Elisabeth Fagereng) Cheftrainer: Per-Mathias Høgmo | Norwegen |
| USA ( Weltmeister )                                 | 1:0 Brandi Chastain (8., Strafstoß) | | Norwegen |
| USA ( Weltmeister )                                 | Mia Hamm | Gøril Kringen | Norwegen |
| 18. März 2000 in Loulé (Estádio Municipal de Loulé) | | |          |
| Ergebnis: 1:0 (1:0)                                 | | |          |
| Zuschauer: 850 / 400                                | | |          |
| Schiedsrichterin: Ingrid Jonsson ( Schweden)        | | |          |